# Larry Bryggman
Larry Bryggman, né le 21 décembre 1938 à Concord en Californie, est un acteur américain.

## Filmographie

### Cinéma
- 1979 : Justice pour tous (…And Justice for All) de  Norman Jewison : Warren Fresnell
- 1982 : La Folie aux trousses (Hanky Panky) de Sidney Poitier : Stacy
- 1995 : Une journée en enfer (Die Hard: With a Vengeance) de John McTiernan : Inspecteur Walter Cobb
- 2000 : The One Arm Bandit de Rich Allen
- 2000 : Crash Pad! de Rich Allen : Le mari
- 2001 : Spy Game, jeu d'espions (Spy Game) de Tony Scott : Troy Folger

### Télévision
- 1956 : As the World Turns : Dr John Dixon (1969-2004)
- 1975 : Strike Force : Pharmacien
- 1986 : As the World Turns: 30th Anniversary : Dr John Dixon
- 2001 : New York, police judiciaire (saison 12, épisode 7) : avocat de la défense Rowan
- 2003 : New York, unité spéciale (saison 4, épisode 14) : avocat de la défense Rowan
- 2013 : Person of Interest : Martin Baxter
- 2019 : New York, unité spéciale (saison 21, épisode 6) : avocat de la défense Patrick Keane